# Hōfu
Hōfu (防府市 Hōfu-shi?) es una ciudad de la prefectura de Yamaguchi, Japón.
A 30 de septiembre de 2016, la ciudad tenía una población estimada de 117.387 y una densidad demográfica de 622,44 habitantes por km². El área total es de 188,59 km².

## Historia

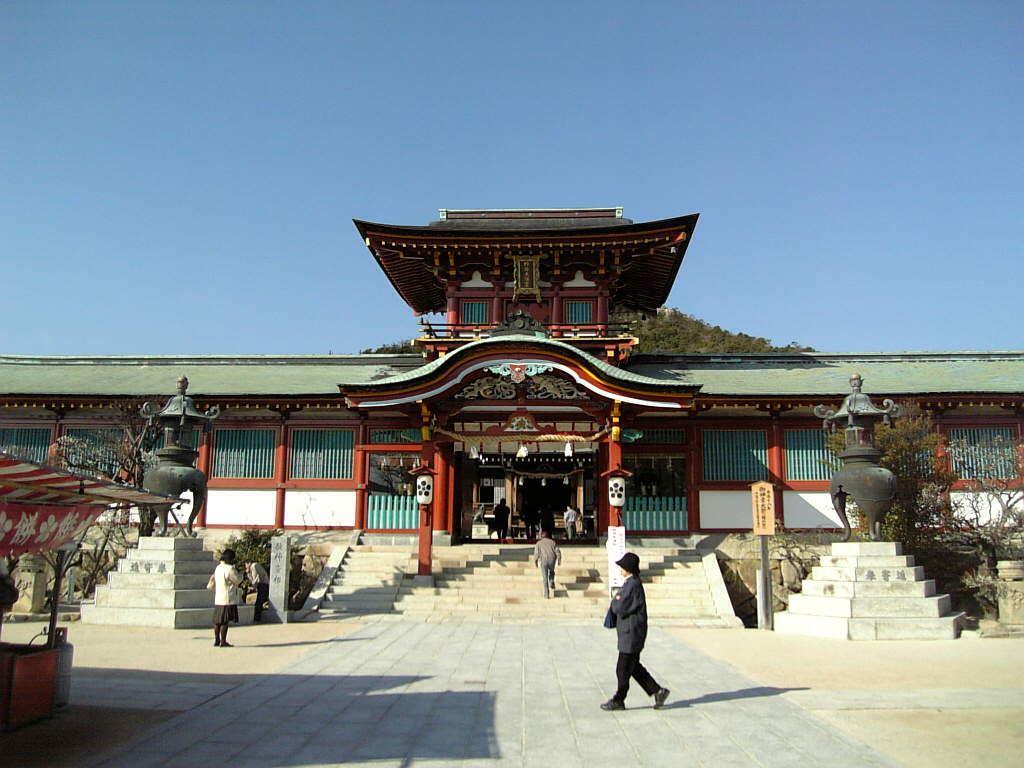
Santuario sintoísta Hōfu Tenman-gū.

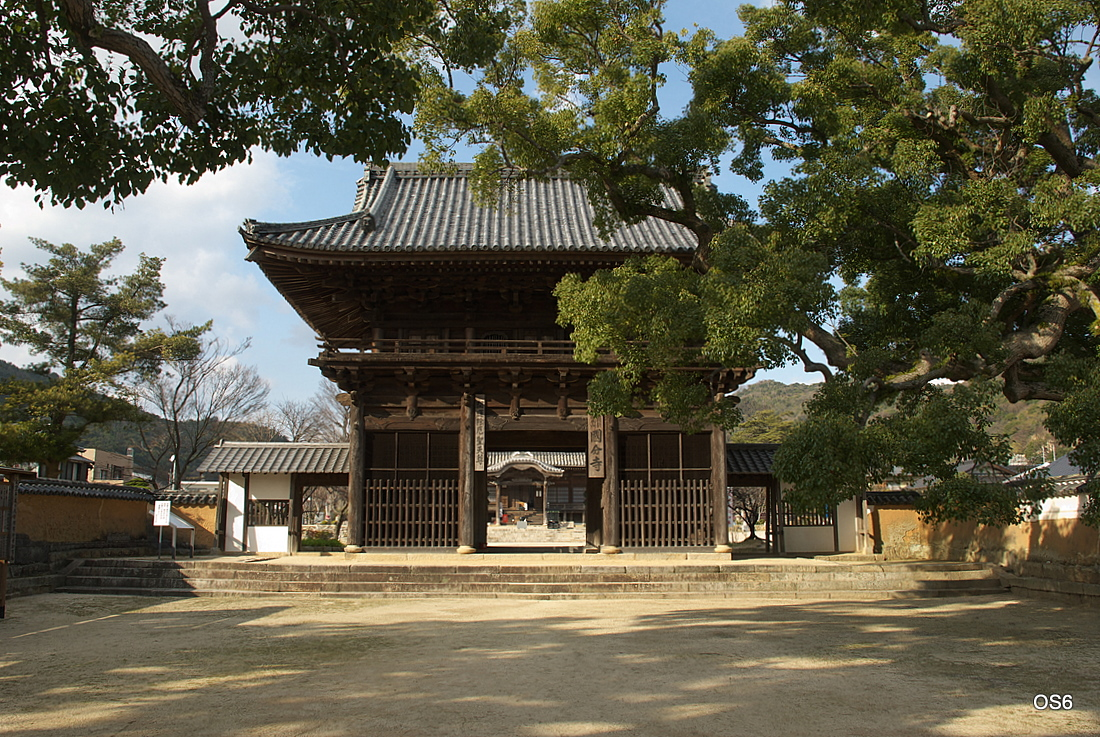
Templo budista Suo Kokubunji.

Hōfu (防府) significa "la capital (国府) de la provincia de Suō (周防国)". La parte oriental de la prefectura de Yamaguchi se llamaba anteriormente provincia de Suō. 
La ciudad fue fundada el 25 de agosto de 1936. El cambio de la ciudad durante los últimos cincuenta años puede verse en la película anime El milagro de Mai Mai (Mai Mai Miracle), cuya historia tenía lugar en el año 1955 (con flashbacks de 1.000 años atrás).
Mazda Mazda Motor Corporation (マツダ Matsuda) fundada en 1920, mantiene una importante planta de fabricación de automóviles en Hōfu, que alcanzó una producción de 10 millones de vehículos en 2013.

## Educación
Existe el Yamaguchi Junior College (colegio junior privado o Tanki Daigaku). 

## Monumentos
- Hōfu Tenman-gū
- Suo Kokubunji

## Ciudades hermanadas
- Akitakata, Hiroshima, Japón, desde el 16 de julio de 1971.
- Chuncheon, Gangwon-do,  Corea del Sur, desde el 29 de octubre de 1991.
- Monroe,  Michigan, Estados Unidos, desde el 29 de mayo de 1993.[6]

## Personas notables
- Taneda Santōka